# Eugennaea laquearia
Eugennaea laquearia är en fjärilsart som beskrevs av Edward Meyrick 1914. Eugennaea laquearia ingår i släktet Eugennaea och familjen äkta malar. Inga underarter finns listade i Catalogue of Life.